# 散江村
散江村（ちりえむら）は、日本の領有下において樺太に存在した村（指定町村）。
散江という地名は、アイヌ語の「チリワサン」（小刀のように湾曲している海岸）、「チリ・ワ・サム」（水鳥の居る岸）による。
現在はロシア連邦がサハリン州コチコヴォ、ウラジミロヴォなどとして実効支配している。

## 概要
- 北は北緯50度線から南は北知床岬と南北に細長い村であり東はオホーツク海に面しており北は北緯50度線でロシア領と接し、西は敷香郡敷香町、南は多来加湾に面していた。
- 海豹島はオットセイで知られるが散江村に属していた。
- 村内には小さい湖が多く、内大湖・散江湖・床呂湖・出羽内湖・軽帆湖・木鳴寄湖・根富湖が存在していた。

## 歴史
- 1915年（大正4年）6月26日 - 「樺太ノ郡町村編制ニ関スル件」（大正4年勅令第101号）の施行により、散江村、遠岸村、山越村、遠内村、海豹村が行政区画として発足。散江村、山越村、遠内村、海豹村は散江郡、遠岸村は敷香郡に所属し、敷香支庁が管轄。
- 1923年（大正12年）4月1日 - 遠岸村・山越村・遠内村・海豹村が散江村に合併。
- 1941年（昭和16年）4月1日 - 他村に遅れて樺太町村制を施行し、二級町村となる。
- 1942年（昭和17年）11月 - 所属郡が敷香郡に変更。
- 1943年（昭和18年）4月1日
  - 「樺太ニ施行スル法律ノ特例ニ関スル件」（大正9年勅令第124号）が廃止され、内地編入。
  - 指定町村となる。
- 1945年（昭和20年）8月22日 - ソビエト連邦により占拠される。
- 1949年（昭和24年）6月1日 - 国家行政組織法の施行のため法的に樺太庁が廃止。同日散江村廃止。

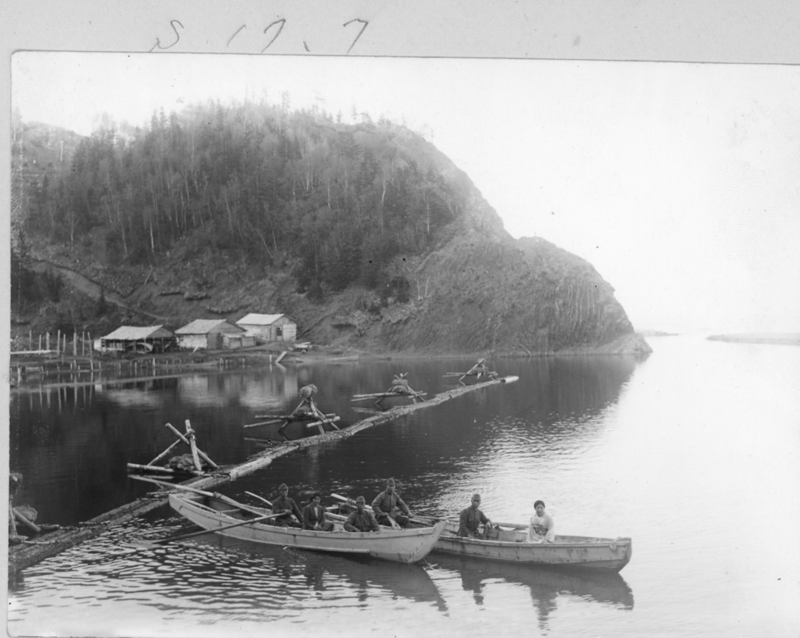
昭和17年7月浅瀬集落の様子：浅瀬集落の高橋寫眞館撮影
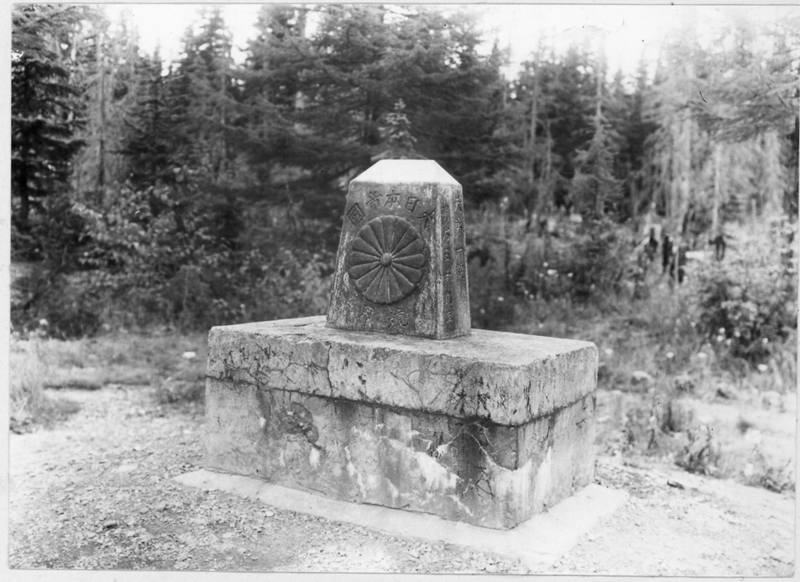
遠内にあった天第一號（日本側）：浅瀬集落の高橋寫眞館撮影
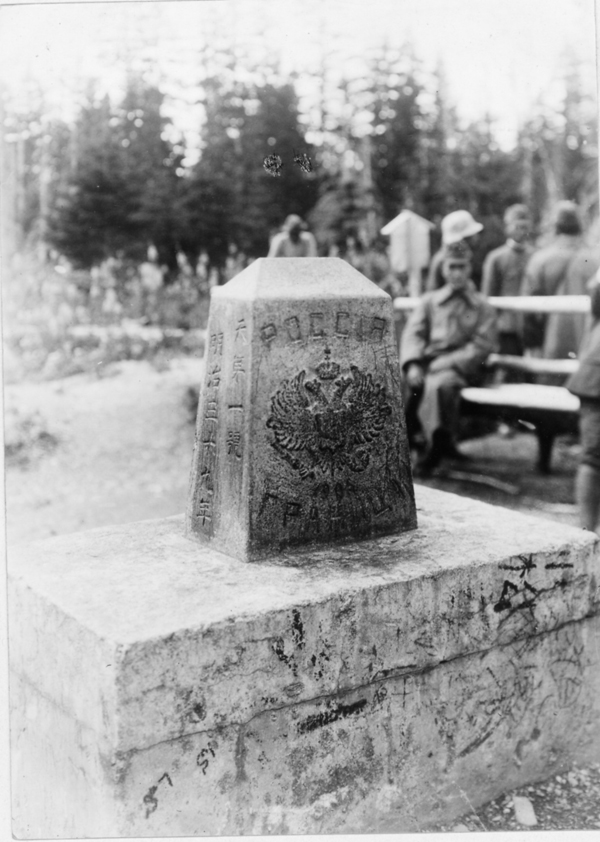
遠内にあった天第一號（ソ連側）：浅瀬集落の高橋寫眞館撮影

## 村内の地名
| - 散江 - 円頓（えんとん） - 軽帆（かるほ） - 根富（ねとむ） - 用万（ようまん） - 北知床岬（きたしれとこみさき） - 原戸岬（はらとみさき） - エントモ岬 - 北遠淵（きたとおぶち） - 南舟越（みなみふなこし） - 中舟越（なかふなこし） - 北舟越（きたふなこし） - 毛主（けぬし） - 千賀（ちが） - 内太（ないぶと） - 能登（のと） - 可殖（かしょく） - 東童（とうどう） - 長磯（ながいそ） | - 此輪（このわ） - 礼文毛内（れぶんけない） - 矢向内（やんげない） - 仁滝（じんたき） - 珠磨（しゅま） - 加登屋（かどや） - 野頃（のころ） - 西野頃（にしのころ） - 矢向落（やんげおち） - 矢向花（やんげはな） - 遠岸（とおきし） - 富岸（とんけし） - 粒軽（つぶかる） - 陵突（りょうとつ） - 喰台（くいだい） - 矢向内沢（やんげないざわ） - 殻貝沢（からかいざわ） - 仁滝沢（じんたきざわ） |

旧山越村地域
| - 山越（やまごえ） - 志文頃（しぶんころ） - 茂泊（もとまり） | - 殻貝（からかい） - 茂呂（もろ） - 床呂（ところ） |

旧遠内村地域
| - 遠内（えんない） - 浅瀬（あさせ） - 辰古（たつこ） - 佐連（されん） - 上佐連（かみされん） - 厚内（あつない） - 鳴子（なるこ） - 上鳴子（かみなるこ） - 泊内（とまりない） - 舟泊（ふなどまり） - 小泊（こどまり） - 上小泊（かみこどまり） - 奥小泊（おくこどまり） | - 散頃（ちりころ） - 上散頃（かみちりころ） - 一ノ川（いちのかわ） - 平台（たいらだい） - 二股（ふたまた） - 大曲（おおまがり） - 島山（しまやま） - 上居元江（かみいもとえ） - 居元江（いもとえ） - 秘連街（ひれんがい） - 赤井川（あかいがわ） - 唐松沢（からまつざわ） - 二面所二又（にめんじょふたまた） |

旧海豹村地域
- 海豹島（かいひょうとう）

## 地域

### 教育
以下の学校一覧は1945年（昭和20年）4月1日現在のもの。
- 樺太公立多来加国民学校
- 樺太公立浅瀬国民学校
  - 平台分教場
- 樺太公立小泊国民学校
- 樺太公立能登国民学校
- 樺太公立野頃国民学校
- 樺太公立粒軽国民学校